# Shawano (Wisconsin)
Shawano es una ciudad ubicada en el condado de Shawano en el estado estadounidense de Wisconsin. En el Censo de 2010 tenía una población de 9.305 habitantes y una densidad poblacional de 538,88 personas por km².

## Geografía
Shawano se encuentra ubicada en las coordenadas 44°46′40″N 88°35′10″O / 44.77778, -88.58611. Según la Oficina del Censo de los Estados Unidos, Shawano tiene una superficie total de 17.27 km², de la cual 17.02 km² corresponden a tierra firme y (1.44%) 0.25 km² es agua.

## Demografía
Según el censo de 2010, había 9.305 personas residiendo en Shawano. La densidad de población era de 538,88 hab./km². De los 9.305 habitantes, Shawano estaba compuesto por el 82.44% blancos, el 0.71% eran afroamericanos, el 12.32% eran amerindios, el 0.42% eran asiáticos, el 0.06% eran isleños del Pacífico, el 1.2% eran de otras razas y el 2.85% pertenecían a dos o más razas. Del total de la población el 3.07% eran hispanos o latinos de cualquier raza.